# Nationales Genomforschungsnetz
Das Nationale Genomforschungsnetz (NGFN) wurde von 2001 bis Ende 2013 vom Bundesministerium für Bildung und Forschung (BMBF) gefördert, um die Funktion der menschlichen Gene aufzuklären. Das NGFN baute auf dem Deutschen Humangenomprojekt (DHGP) auf. Ende 2013 wurde die dritte und letzte Förderphase beendet und das NGFN eingestellt.
Ungefähr 600 Wissenschaftler unterschiedlichster Fachrichtungen versuchten durch Vernetzung dieser Fachgebiete die genetischen Ursachen von „Volkskrankheiten“ wie Krebs, Herzschwäche und Alkoholismus zu erforschen.
Da Diagnose, Vorbeugung und Therapie vieler Krankheiten zunehmend auf molekularen Kenntnissen über die Krankheitsursachen aufbauen, erarbeiteten die NGFN-Wissenschaftler neben den wissenschaftlichen Grundlagen auch geeignete Untersuchungs- und Behandlungsmethoden. Ihr Ziel war es, Krankheiten zu verstehen und dadurch Ansatzpunkte für die Behandlung bisher unheilbarer Krankheiten zu finden.
Das NGFN war Mitglied in der TMF – Technologie- und Methodenplattform für die vernetzte medizinische Forschung.